# Lipoproteina o bardzo niskiej gęstości
Lipoproteina o bardzo niskiej gęstości, lipoproteina o bardzo małej gęstości, VLDL (od ang. very low-density lipoprotein) – lipoproteina wytwarzana przez wątrobę, transportująca z niej lipidy do tkanek tłuszczowych. 
Nowo powstała w wątrobie VLDL zawiera apolipoproteiny oraz trójglicerydy pochodzenia endogennego. Lipoproteiny te charakteryzują się gęstością względną 1,000–1,006 g/ml i odpowiadają ruchliwością elektroforetyczną frakcji α2-globulinowej (pre-β).

## Skład VLDL
- 60% trójglicerydy
- 18% cholesterol zestryfikowany i wolny
- 14% fosfolipidy
- 8% apolipoproteiny B100, E i C